# Edmund Blum
Edmund Blum (* 9. September 1874 in Steinamanger, Ungarn; † 14. April 1938 in Wien) war ein österreichischer Zahnarzt und Schriftsteller.

## Leben
Edmund Blum wurde 1874 geboren als Sohn des Alexander Blum und der Julia Blum, geborene Lazarus. Er studierte in Wien an der medizinischen Fakultät. Am 29. April 1898 promovierte er an der Universität Wien zum Dr. med. und im Jahre 1907 trat er in die Ärztekammer ein. Seinen Unterhalt verdiente er als Zahnarzt, aber er betätigte sich auch als Schriftsteller und  Verleger.

## Karriere
Blum schrieb unter eigenem Namen zahlreiche Bücher (nur DNB-registriert über 20 Werke) und außerdem benutzte er auch das Pseudonym E. B. Junkh (Mädis Irrwege, 1925). Sein erstes Buch hieß „Warum lassen sich die Juden nicht taufen?!“ und erschien  im Jahre 1913 im Verlag 0. Th. Scholl. Sein Projekt „Dr. Blum Bücher“ – eine Reihe von „sexual-psychologischen“ Romanen, Novellen und Studien – sicherte ihm, neben dem Vorwurf der Pornographie, auch die Aufmerksamkeit der Konkurrenz und der Wiener Behörden. 1920 gründete er einen eigenen Verlag mit dem Namen E. B. Seps Verlag mit Sitz in Wien 18., Währinger Straße 123, und in der Werbung bezeichnete er sich selbst als  den „deutschen Maupassant“. Später erfand er eine weitere Reihe namens „Intime Bibliothek“ und schrieb mehrere weitere Novellen, die allerdings nicht alle veröffentlicht wurden, unter anderem: Der Asket, Der Leichenschänder oder Die Geschlechtsverirrung. 1928 gründete er „Bergis Verlag Wien“, wo auch andere Autoren (Max Epstein, Hermann W. Anders, Hellmut Schlien, Fritz von Unruh oder Berthold Sprung) publiziert wurden. Edmund Blum ist am 14. April 1938, unmittelbar nach der nationalsozialistischen Annexion Österreichs, in Wien gestorben.

## Trivia

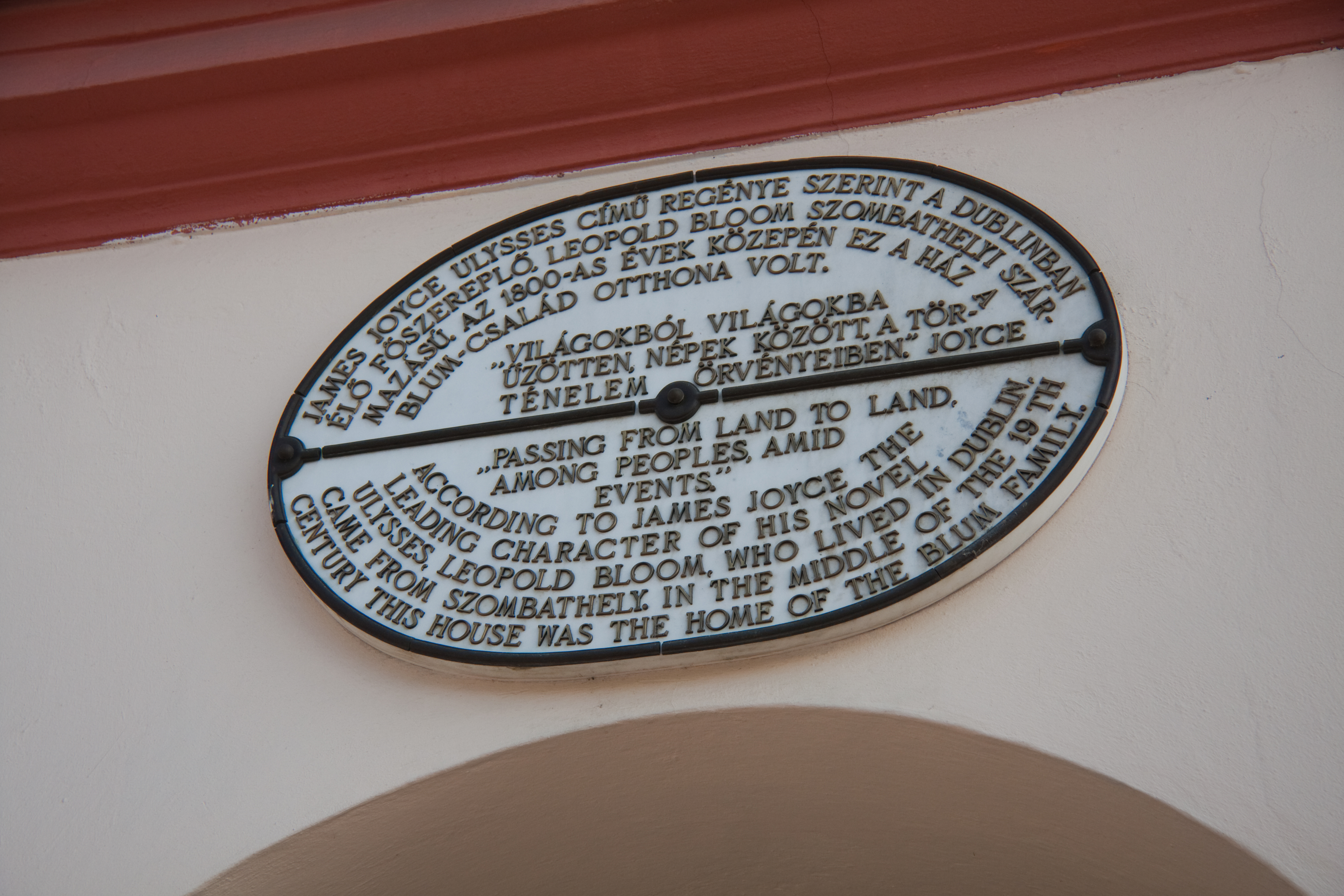
Eine Tafel an der Wand des Hauses in Szombathely, in dem Mitte des 19. Jahrhunderts eine Familie Blum lebte

Aufgrund der Figur Leopold Bloom, der Hauptfigur des Romans Ulysses von James Joyce wird alljährlich am 16. Juni der Gedenktag Bloomsday gefeiert. Weil Joyce den Vater vom Leopold Bloom, den Rudolf Virág, (ung. Virág bedeutet Blume) aus Szombathely abstammen ließ, findet der Bloomsday auch in Szombathely jedes Jahr statt. Die Stadt stellte eine Joycestatue im Zentrum auf und am Haus Nr. 40 (Fö tér 40), wo in der zweiten Hälfte des 19. Jahrhunderts Martin Blum der Großvater von Edmund Blum wohnte, wurde eine Gedenktafel angebracht.

## Bibliografie
- Warum lassen sich die Juden nicht taufen?! (1913)
- Das Brauthemd (1919)
- Die Gefallene (1920)
- Die Halbjuden (1920)
- Junggesellennot, sexual-psychologischer Roman (1920)
- Die Lüsterne (1922)
- Die Gelegenheitsmacherin (1922)
- Magdas Fehltritt (1923)
- Die Hochzeitsnacht (1923)
- Die Verführte (1923)
- Judenhaß (1923)
- Ohne Wollust (1923)
- Sommerbräutigam
- Die Sumpfblume und andere Wiener Novellen (1923)
- Lebt Gott noch? Krise der Weltanschauung (1928)
- Die Damen Bolzani (1932)
- Des Selbstmörders Schwester (1932)
- Das Eheexperiment (1920)
- Sein Venusdienst (1923)
- Mädis Irrwege (1925)
- Die Verführte (1923)
- Der Hund und die Liebe (1923)
- Treu bis Neapel (1923)
- Die Schande (1923)
- Schach der Liebe (1923)